# Ценности семейки Аддамс
«Це́нности семе́йки А́ддамс» (англ. Addams Family Values, другое название — «Семейные ценности Аддамсов») — американская сверхъестественная чёрная комедия 1993 года режиссёра Барри Зонненфельда по сценарию Пола Рудника. Фильм снят по комиксам Чарльза Аддамса. Продолжение киноленты «Семейка Аддамс» 1991 года.

## Сюжет
У Гомеса и Мортиши рождается сын Пуберт. Уэнздей и Пагсли ревнуют родителей к нему и постоянно пытаются навредить малышу, играя с ним в смертельно опасные игры. Родители, в свою очередь, убеждают их, что не стали любить их меньше, но дети их не слушают. Тем временем дядя Фестер тоскует в одиночестве и мечтает завести собственную семью. Спустя некоторое время, чтобы облегчить себе жизнь, Гомес и Мортиша решают нанять няню для Пуберта. Хотя нескольких кандидаток пугают своим поведением старшие сестра и брат, в итоге к ним приходит мисс Дебби Джелински. Она очаровывает их и, в частности, Фестера, который влюбляется в неё с первого взгляда. Однако она не так проста, как кажется: она так называемая «чёрная вдова», убивающая своих богатых мужей и затем выходящая замуж снова. На Фестера у неё точно такие же планы, и она тайком выясняет о его состоянии всё, что ей нужно.
Уэнздей начинает что-то подозревать и почти в открытую говорит об этом няне. Дебби решает отправить её с Пагсли подальше от дома и лжёт родителям, будто те хотят поехать в летний лагерь. Гомес и Мортиша, удивившись такой странной просьбе, всё же следуют её совету и отвозят детей туда. Директорами и по совместительству вожатыми являются позитивные на вид супруги Гари и Бекки Грейнджеры, но на самом деле они отбирают себе в любимчики красивых, высокомерных, богатых ребят, при этом обходя стороной тех, кто, по их мнению, странен (непривлекательные дети, дети других национальностей, жуткие Уэнсдей и Пагсли и тихий, любящий читать мальчик Джоэль). Джоэль и Уэнсдей начинают симпатизировать друг другу, а девочка по имени Аманда становится лидером противопоставленных им тех самых высокомерных ребят. Вожатые лицемерно поддерживают видимость хорошей атмосферы лагеря, но трое друзей портят все их начинания своей честностью. Тем временем Дебби влюбляет в себя Фестера окончательно, и одним утром Уэнсдей и Пагсли получают в письме приглашения на их свадьбу. В свою очередь, Уэнсдей приглашает с собой Джоэля.
В медовый месяц Дебби вынуждает Фестера порвать все связи с семьёй. Когда же Аддамсы спустя пару недель навещают их в её богатом доме, Дебби запрещает им входить и выгоняет их прочь, не давая встретиться с Фестером. Она убеждает его, что они ему не нужны, однако он, под её давлением соглашаясь, втайне скучает. Неожиданно Гомес, Мортиша и бабушка Аддамс в ужасе обнаруживают, что Пуберт из бледного черноволосого усатого ребёнка превратился в ангелоподобного, со светлыми глазами и волосами. Бабушка вычитывает, что эта болезнь пришла из-за чувствительности малыша к проблемам в семье, и если не воссоединиться всем вместе, то у него появятся ямочки на щеках, и превращение станет окончательным. Гомес впадает в депрессию, Мортиша тоже приходит в подавленное состояние.
В лагере супруги Грейнджер ставят сценку по Дню Благодарения, где Аманда с её сторонниками играют пилигримов, а Уэнсдей, Пагсли, Джоэль и другие «уродцы» лагеря — индейцев. Супруги показывают надоедливой троице множество позитивных видеокассет с фильмами и мультфильмами, после чего Уэнсдей выдавливает из себя улыбку и желание «петь, танцевать и играть в спектакле». Вожатые радуются и успокаиваются. На спектакле Уэнсдей неожиданно поднимает бунт, и все актёры-индейцы устраивают грандиозное нападение на актёров-пилигримов, в итоге которого и «пилигримы», и Грейнджеры получают по заслугам. Фестер выживает после того, как Дебби оставляет ему коробку с динамитом, и убегает с помощью питомца Аддамсов, Вещи, на первой машине жены. Он прибывает в особняк Аддамсов как раз после Уэнсдей и Пагсли, угнавших из лагеря автомобиль. Так происходит долгожданное воссоединение семьи, но Дебби приезжает сюда на своей второй машине и заставляет всех сесть на электрические стулья. Она рассказывает, как убила своих родителей и двух мужей, потому что хотела любви и богатства. Пуберт, превратившийся обратно, выползает из колыбели и после долгого, полного приключений пути пускает электричество в Дебби. Она сгорает дотла, оставив после себя лишь горстку пепла и кредитки.
Через год Аддамсы празднуют первый день рождения Пуберта, и к ним в гости приходят кузен Итт и Маргарет со своим ребёнком и няней Деменцией. Фестер, увидев, сколько между ними общего, вновь влюбляется, а она симпатизирует ему в ответ, причём, в отличие от покойной Дебби, искренне. Уэнсдей и Джоэль сидят на фамильном кладбище, и Джоэль буквально признаётся ей в любви. Уэнсдей признаётся ему в любви тоже — пусть и в своей странной, пугающей манере.

## В ролях
| Актёр            | Роль                |
| ---------------- | ------------------- |
| Анжелика Хьюстон | Мортиша Аддамс      |
| Рауль Хулия      | Гомес Аддамс        |
| Кристофер Ллойд  | Фестер Аддамс       |
| Кэрол Кейн       | бабушка             |
| Кристина Риччи   | Уэнздей Аддамс      |
| Джимми Уоркмэн   | Пагсли Аддамс       |
| Джоан Кьюсак     | Дебби Джелински     |
| Джон Фрэнклин    | Кузен Итт           |
| Мерседес Макнаб  | скаут Аманда Бэкман |
| Карел Стрёйкен   | Ларч                |

## Награды и номинации

### Награды
- 1994 «Сатурн»
  - Лучший грим (Кевин Хани)
- 1994 «London Film Critics Circle»
  - Технические достижения (Кен Эдам)
- 1994 «Золотая малина»
  - Худшая песня к фильму (Ральф Солл, Стивен Гибсон, Сесил Гленн)

### Номинации
- 1994 «Оскар»
  - Лучшая работа художника-постановщика (Кен Эдам, Марвин Мэрч)
- 1994 «Сатурн»
  - Лучшая актриса (Анжелика Хьюстон)
  - Лучший костюм (Тиони В. Олдридж)
  - Лучший фильм-фэнтези
  - Лучшая музыка (Марк Шейман)
  - Лучшая молодая актриса (Кристина Риччи)
  - Лучшая актриса второго плана (Джоан Кьюсак)
- 1994 «BAFTA»
  - Лучший грим (Кевин Хани, Катерина Джеймс, Фред С. Бло Мл., Ферн Бачнер)
- 1994 «Золотой глобус»
  - Лучшая женская роль — комедия или мюзикл (Анжелика Хьюстон)
- 1994 «Премия Хьюго»
  - Лучшая постановка